# Marco Hausjell
Marco Hausjell (* 6. Juni 1999 in Felixdorf) ist ein österreichischer Fußballspieler.

## Karriere
Hausjell begann seine Karriere beim 1. SC Felixdorf. 2009 kam er in die Jugend des FC Admira Wacker Mödling, bei dem er später auch in der Akademie spielte.
Sein Debüt für die Amateure der Admira gab er im September 2016, als er am sechsten Spieltag der Saison 2016/17 gegen die SKN St. Pölten Juniors in der Startelf stand und in der 75. Minute durch Florian Fischerauer ersetzt wurde.
Nach über 15 Spielen für die Amateure stand er im Februar 2018 gegen den FC Red Bull Salzburg erstmals im Kader der Profis. Im selben Monat gab er auch sein Debüt in der Bundesliga, als er am 22. Spieltag der Saison 2017/18 gegen den SK Rapid Wien in der Startelf stand. Er erzielte in diesem Spiel in der 69. Spielminute sein erstes Bundesligator zum 1:0.
Zur Saison 2019/20 wechselte er leihweise zum Zweitligisten SV Horn. Nach der Saison 2019/20 kehrte er zunächst nicht zur Admira zurück, da sein Vertrag in Maria Enzersdorf nicht verlängert worden war. Nachdem die Admira mit Franz Wohlfahrt einen neuen Sportdirektor erhalten hatte, wurde Hausjells Vertrag im August 2020 schließlich doch noch verlängert und er erhielt einen Zweijahresvertrag. Nach seiner Rückkehr kam er in der Saison 2020/21 zu 20 Bundesligaeinsätzen, in denen er einmal traf. In der Saison 2021/22 spielte er bis zur Winterpause achtmal in der Liga.
Im Jänner 2022 wechselte Hausjell nach Deutschland zum Drittligisten Würzburger Kickers. Bis zum Ende der Saison 2021/22 kam er nur 8-mal in der Liga zum Einsatz (einmal in der Startelf). Die Saison endete für die Kickers mit dem zweiten Abstieg in Folge. Hausjell verließ daraufhin den Verein und kehrte zur Saison 2022/23 zum SV Horn zurück, bei dem er einen bis Juni 2024 laufenden Vertrag erhielt. In zwei Jahren in Horn kam er zu 53 Einsätzen, in denen er elfmal traf.
Zur Saison 2024/25 wechselte er innerhalb der Liga zum SV Stripfing, bei dem er ein bis 2025 laufendes Arbeitspapier erhielt. Für Stripfing kam er zu 23 Zweitligaeinsätzen, in denen er zweimal traf. Zur Saison 2025/26 wechselte er zum Ligakonkurrenten SKN St. Pölten.